# 2369 Chekhov
2369 Chekhov (1976 GC8) là một tiểu hành tinh vành đai chính được phát hiện ngày 4 tháng 4 năm 1976 bởi Chernykh, N. ở Nauchnyj.